# Schönbielhütte
La Schönbielhütte (o Rifugio Schönbiel - in francese Cabane Schönbiel) è un rifugio che si trova nel territorio di Zermatt (Canton Vallese, Svizzera), nelle Alpi Pennine, a 2694 m s.l.m., nei pressi del Ghiacciaio di Zmutt.

## Caratteristiche ed informazioni
Si trova lungo l'Haute Route, percorso alpinistico che collega Chamonix con Zermatt.

## Accessi
In generale, l'accesso al rifugio avviene da Zermatt con sentiero facile di circa 4h e 30.

## Ascensioni
È punto di partenza per le lunghe e impegnative ascensioni al Cervino, per la Cresta di Zmutt e la parete ovest; è utilizzato anche per le ascese alla Dent d'Hérens parete nord.

## Traversate
Risulta importante nella traversata della Valpelline e del Col d'Hérens; al Rifugio Aosta per il Col de Valpelline con percorso di circa 7h su ghiacciai. È anche una delle tre tappe per il giro del Cervino.